# Kellyville (métro de Sydney)
Pour les articles homonymes, voir Kellyville.
Kellyville est une station du métro de Sydney en Australie, située dans le quartier de Kellyville du comté des Hills en Nouvelle-Galles du Sud, mise en service le 26 mai 2019.

## Situation sur le réseau
Elle est située entre Rouse Hill au nord et Bella Vista au sud. Elle est établie en aérien sur un viaduc.

## Histoire
La station est mise en service le 26 mai 2019 en même temps que la première ligne du métro de l'agglomération.